# Schismatoclada viburnoides
Schismatoclada viburnoides är en måreväxtart som beskrevs av John Gilbert Baker. Schismatoclada viburnoides ingår i släktet Schismatoclada och familjen måreväxter. Inga underarter finns listade i Catalogue of Life.